# Pachyteria melancholica
Pachyteria melancholica es una especie de escarabajo longicornio del género Pachyteria, tribu Callichromatini. Fue descrita científicamente por Ritsema en 1909.
Se distribuye por Indonesia. Mide 25,1-31 milímetros de longitud. El período de vuelo ocurre en los meses de enero, febrero, marzo, abril, mayo, junio y julio.